# Sauscholle

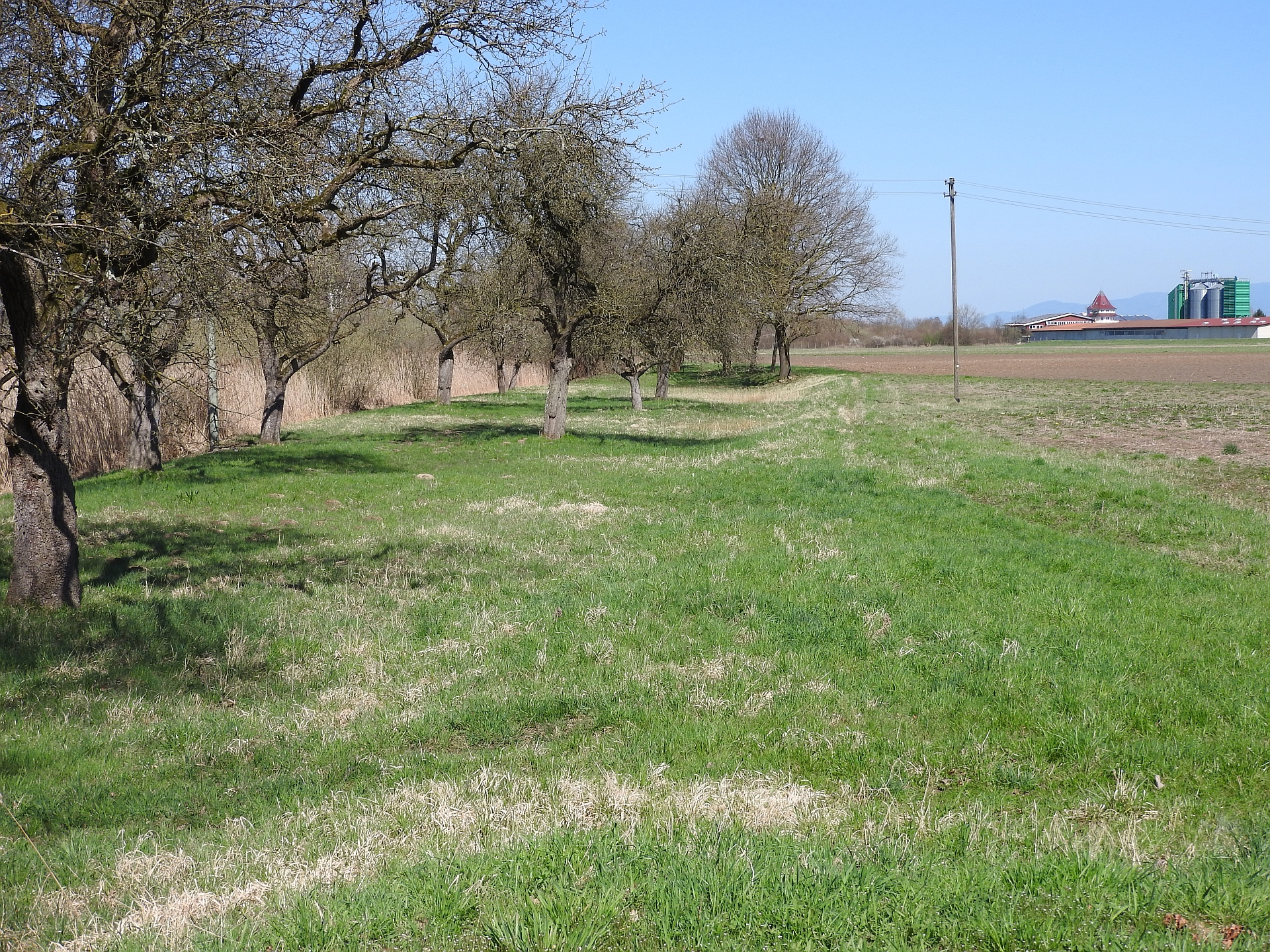
Östlicher Rain der Sauscholle

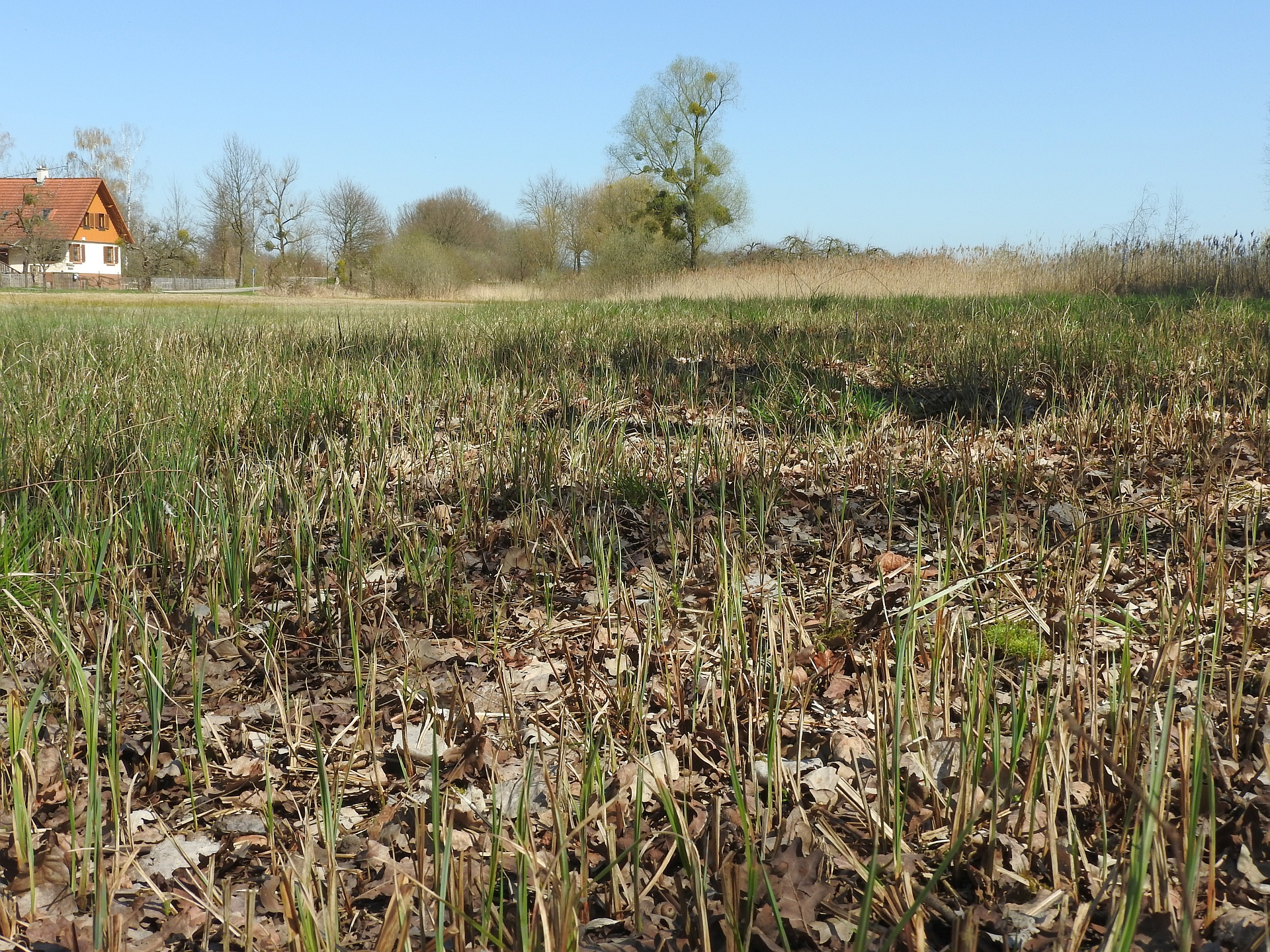
Südlicher Teil der Sauscholle

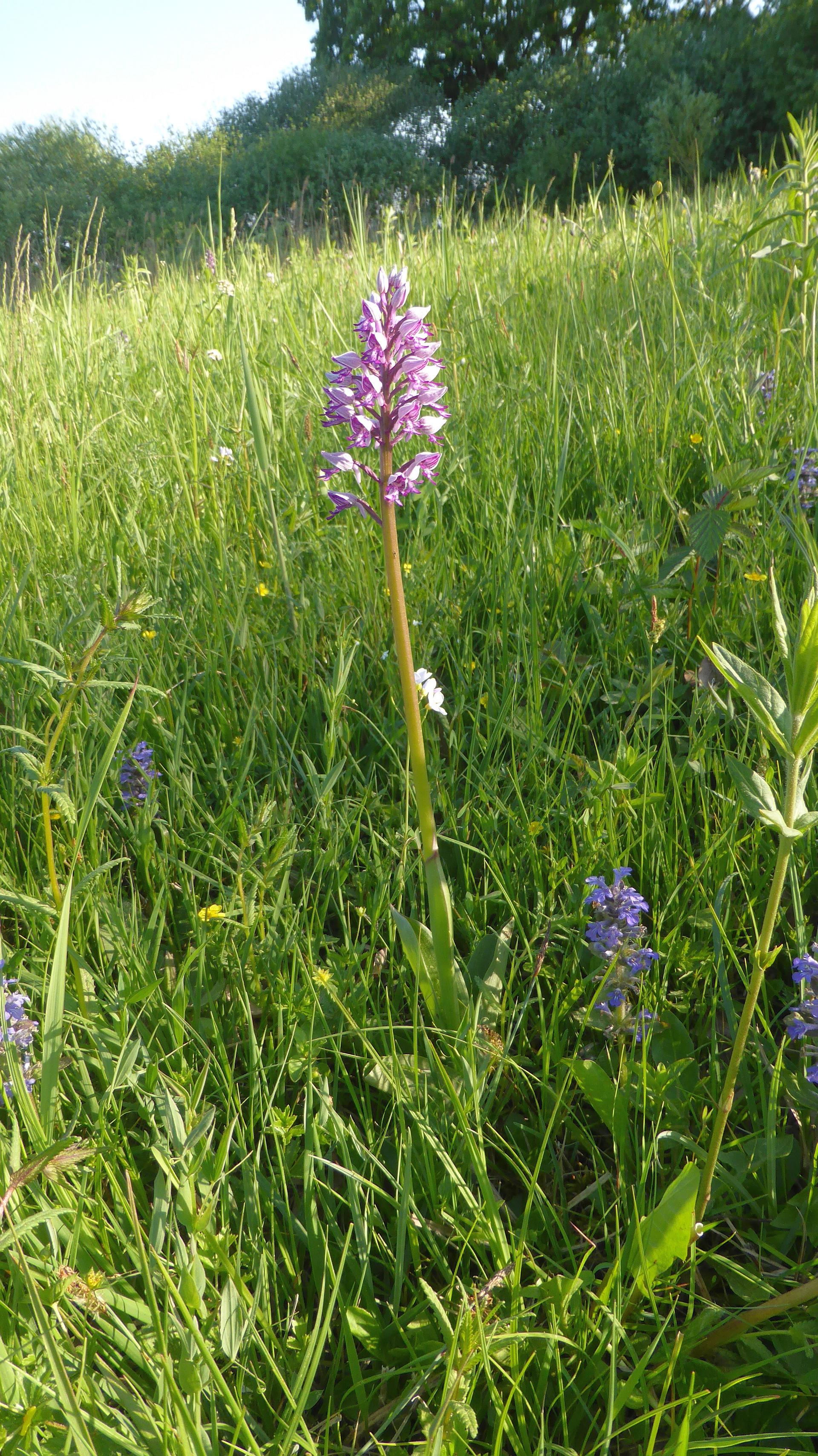
Helm-Knabenkraut im NSG Sauscholle

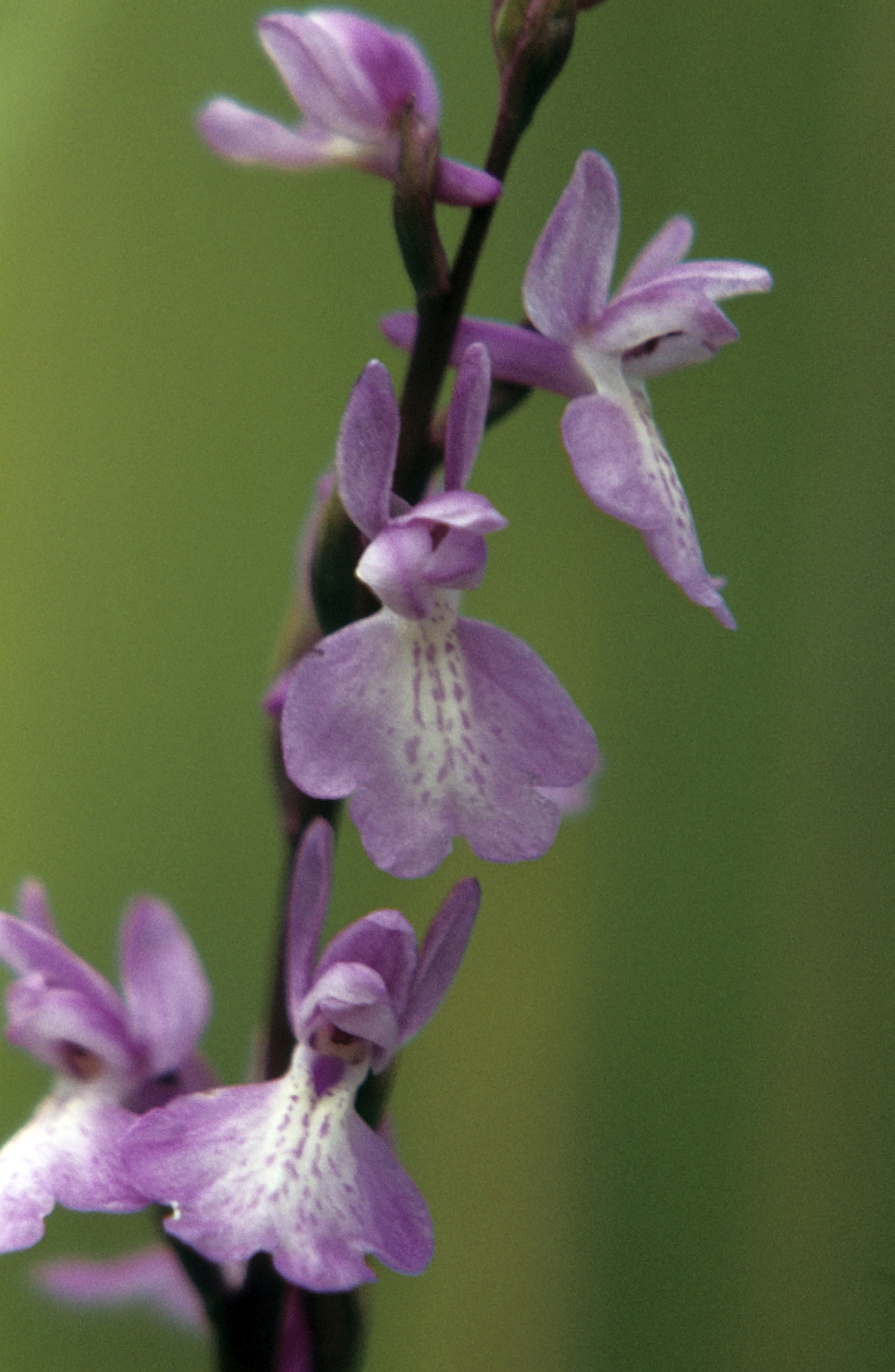
Sumpf-Knabenkraut im NSG Sauscholle

Die Sauscholle ist ein Naturschutzgebiet (NSG) im Naturraum Offenburger Rheinebene im
baden-württembergischen Ortenaukreis, westlich des Ortsteils Ichenheim der Gemeinde Neuried.
Die Ortenau gehört zum Verband Region Südlicher Oberrhein im Regierungsbezirk Freiburg.

## Lage
Zur Zeit der Unterschutzstellung im Jahre 1956 lagen die Flurstücke auf der Gemarkung der damals noch selbstständigen Gemeinde Ichenheim im Landkreis Lahr.
Ichenheim, Altenheim, Dundenheim und Müllen schlossen sich zum 1. Januar 1973 zur neuen Gemeinde Neuried zusammen.

## Beschreibung
Das Gebiet wurde mit Verordnung vom 15. Juni 1956 des Regierungspräsidiums Freiburg, seinerzeit noch als
Regierungspräsidium Südbaden in Freiburg bezeichnet, als Naturschutzgebiet ausgewiesen und hat eine Größe von 29,2 Hektar. Es wird
unter der Schutzgebietsnummer 3.051 geführt und ist in die IUCN-Kategorie IV als Biotop- und Artenschutzgebiet eingeordnet.
Der CDDA-Code für das Naturschutzgebiet lautet 82500 und entspricht
der WDPA-ID. Das Naturschutzgebiet ist eines der ältesten und wertvollsten Naturschutzgebiete
Badens.
Der Name Sauscholle erinnert an die Nutzung als Weidefläche.
Die alte verlandete Rheinschlinge mit einigen offenen Wasserflächen weist Großseggenriede und ausgedehnte Flachmoorwiesen auf. An
trockeneren Stellen gibt es basiphile Pfeifengraswiesen und stellenweise Zwergbinsen-Gesellschaften. Auf kleinen trockenen Sandrücken
herrschen Halbtrockenrasen und Sanddorn-Berberitzen-Gebüsch vor.

## Flora und Fauna
Die Unterschutzstellung in den 1950er Jahren ist den seinerzeit schon seltenen Orchideenarten in dem – auf engstem Raum – aus einem Dutzend verschiedener Biotoptypen
bestehenden Mosaik geschuldet. Der Sommer-Schraubenstendel (Spiranthes aestivalis) erreicht mit diesem isolierten Vorkommen die Nordgrenze seines Verbreitungsgebietes für
Baden-Württemberg und für Deutschland. Anfang der 1970er Jahre wurde eine Straße durch das Naturschutzgebiet gelegt und
ein beträchtlicher Teil der Population begraben.
Das Sumpf-Glanzkraut oder Glanzstendel (Liparis loeselii) ist bis zur Jahrtausendwende nachgewiesen und hatte hier bis dahin
einen seiner letzten Standorte am Oberrhein in Baden-Württemberg.
Auch für das Sumpf-Knabenkraut (Anacamptis palustris früher Orchis palustris) handelt es sich um einen Fundort einer
Handvoll für Baden-Württemberg berichteter Vorkommen. Um Beeinträchtigungen zu vermeiden, werden diese Arten hier nicht mehr kartiert.
Neben weiteren Orchideenarten wie zum Beispiel Fleischfarbenem Knabenkraut (Dactylorhiza incarnata) sind zum Teil seltene,
höhere Pflanzen wie Prachtnelke (Dianthus superbus), Lungen-Enzian (Gentiana pneumonanthe),
Kleines Tausendgüldenkraut (Centaurium pulchellum), Acker-Kleinling (Anagallis minima), Später Bitterling (Blackstonia acuminata) oder
Grünliche Gelb-Segge (Carex demissa) vertreten.
In den 1980er Jahren entstanden nördlich angrenzend an die Sauscholle und das benachbarte Naturschutzgebiet Salmengrund die
Polder Altenheim 1 und 2. Inzwischen sind beide Naturschutzgebiete selbst Bestandteil eines
weiteren geplanten Polders. Im Jahre 2012 sollte eine Ackerfläche im Naturschutzgebiet
in einer Größe von 0,8 Hektar in eine Streuwiese umgewandelt werden.